# Sapataria
Sapataria es una freguesia portuguesa del concelho de Sobral de Monte Agraço, con 14,40 km² de superficie y 2.558 habitantes (2001). Su densidad de población es de 177,6 hab/km².